# Óscar Pastor

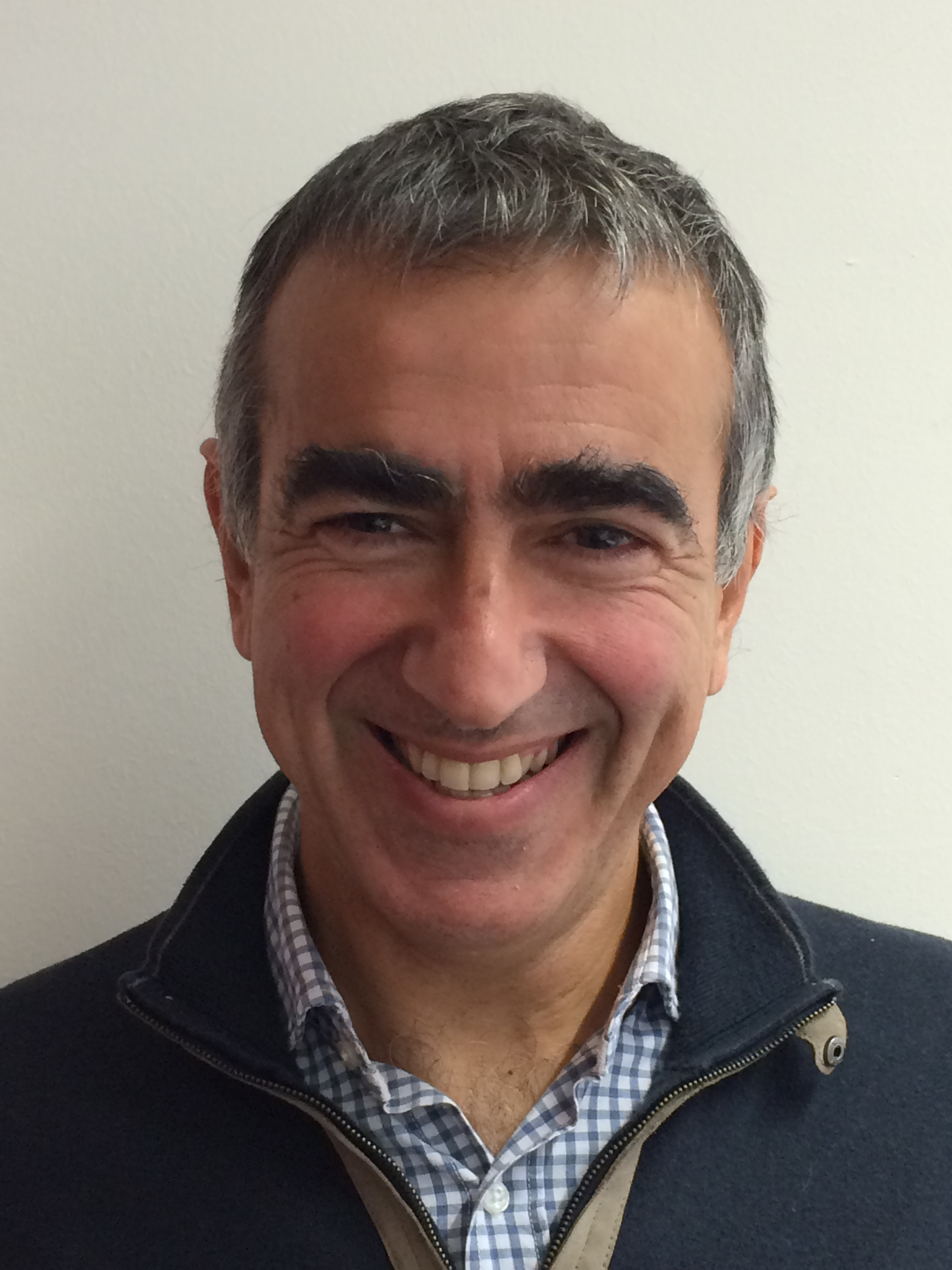
Óscar Pastor

Óscar Pastor (* 1962) ist ein spanischer Informatiker.

## Leben
Pastor leitet den Fachbereich Informationswissenschaften an der Polytechnischen Universität von Valencia. Sein Fokus liegt auf objektorientiertem konzeptuellen Modellieren, Requirements Engineering und der Herstellung von Software rein auf der Basis von Modellen.
Im Jahr 1996 begründete er seine Forschungsarbeit, die in die Entwicklung des Codegenerators OlivaNova auf Basis von MDA-Modellen mündete. Daraus entstand das Spin-off CARE Technologies mit Sitz im spanischen Dénia, das zur CHG Unternehmensgruppe gehört und seine Entwicklung heute über integranova mit Standorten in Dénia, Valencia, Madrid, San Francisco, München, Düsseldorf und Hamburg vermarktet.
2022 wurde er zum Mitglied der Academia Europaea gewählt.

## Werke
Pastor ist Autor von zahlreichen wissenschaftlichen Arbeiten und Büchern zur modellgetriebenen Software-Entwicklung:
- Model-Driven Architecture in Practice. Springer 2007, ISBN 978-3-540-71867-3
- Conceptual Modeling for Novel Application Domains. ER 2003 Workshops ECOMO, IWCMQ, AOIS, and XSDM, Chicago, IL, USA. Springer 2003, ISBN 3-540-20257-9
- Advanced Information Systems Engineering. Springer 2005, ISBN 3-540-26095-1
- Conceptual Modeling – ER 2005. Springer 2005, ISBN 3-540-29389-2